# Musikinstrumentenmuseum Schloss Kremsegg
Het Musikinstrumentenmuseum Schloss Kremsegg is een museum in Opper-Oostenrijk. Het is sinds 1996 gevestigd in het Schloss Kremsegg in Kremsmünster.

## Geschiedenis
De Beiers-Amerikaanse trompettist Franz Xaver Streitwieser verzamelde na afloop van zijn muziekcarrière een omvangrijke collectie van meer dan duizend stukken waarmee hij een klein privémuseum opbouwde in Pennsylvania. Deze werd beheerd door internationale experts en verkreeg in de loop van de tijd een vooraanstaande naam.
In de jaren negentig werden er veel gesprekken gevoerd met de vereniging Musica in het Oostenrijkse Kremsmünster en na allerlei voorbereidingen werd de collectie overgebracht naar Europa. Musica kreeg in 1996 de zorg en presentatie van de verzameling in handen en bracht het onder in het 13e-eeuwse Schloss Kremsegg.

## Collectie
Het museum heeft een cultuurprogramma en dient ook als competentiecentrum waarbij de studenten de instrumenten in het museum mogen bespelen. De presentatie in het museum is aangepast aan de mogelijkheden die de ruimtelijkheid van het slot biedt, zoals een ruime opzet van de muziekinstrumenten en de mogelijkheid om klankonderzoek te doen.
Streitwiesers collectie in Kremsmünster bestaat uit rond twaalfhonderd stukken. De verzameling koperblazers wordt verondersteld de grootste in de wereld te zijn. Daarnaast herbergt het een omvangrijke collectie historische vleugels die hierheen kwam naar de verwerving van de verzameling van Paul Badura-Skoda.
Streitwiesers collectie in Kremsmünster bestaat uit meer dan duizend stukken. In het museum worden een groot aantal muziekinstrumenten getoond en daarnaast nog een omvangrijke bibliotheek, audiomateriaal, foto's, muziekpapier, briefpapier, handschriften, kritieken en andere documenten. Er is een permanente expositie te zien van de Oostenrijkse componist Johann Nepomuk David (1895-1977), getiteld, im Kontext seiner Zeit en een documentaire uit 2014 met diens zoon. Verder is een deel van de collectie gewijd aan de componist Franz Schubert (1797-1828).
Ook zijn er wisselende exposities te zien, zoals in 2000 over Friedrich Gulda (1930-2000). Daarnaast wordt er beeldende kunst van lokale kunstenaars geëxposeerd en concerten gegeven.